# O iubire imposibilă
O iubire imposibilă este un film de dragoste din 2000, scris, produs și regizat de Wong Kar-wai⁠(d). O coproducție între Hong Kong și Franța, el prezintă un bărbat (Tony Leung⁠(d)) și o femeie (Maggie Cheung⁠(d)) ai căror soți au o aventură împreună și care dezvoltă treptat sentimente unul pentru celălalt.
Filmul a avut premiera la Festivalul de Film de la Cannes pe 20 mai 2000, fiind apreciat de critici și nominalizat la Palme d'Or; Leung a câștigat premiul pentru cel mai bun actor (primul actor din Hong Kong care a câștigat premiul). El este adesea listat ca unul dintre cele mai bune filme ale tuturor timpurilor și una dintre capodoperele cinematografiei asiatice. Într-un sondaj realizat de BBC în 2016, a fost votat al doilea cel mai bun film al secolului al XXI-lea de către 177 de critici de film din întreaga lume.
O iubire imposibilă constituie a doua parte a unei trilogii informale, alături de Days of Being Wild și 2046.

## Distribuție
- Maggie Cheung⁠(d) ca Su Li-zhen (doamna Chan)
- Tony Leung⁠(d) — Chow Mo-wan
- Siu Ping Lam — Ah Ping, colegul lui Chow
- Rebecca Pan⁠(d) — doamna Suen, proprietara locuinței familiei Chan
- Kelly Lai Chen⁠(d) — domnul Ho, angajatorul lui Su
- Joe Cheung⁠(d) — bărbat care locuiește în apartamentul domnului Koo
- Chan Man-Lei — domnul Koo, proprietarul locuinței soților Chow
- Chin Tsi-ang⁠(d) — amah (servitoare) a lui Suen
- Roy Cheung⁠(d) — domnul Chan (voce)
- Paulyn Sun⁠(d) — doamna Chow